# Demokratische Schule

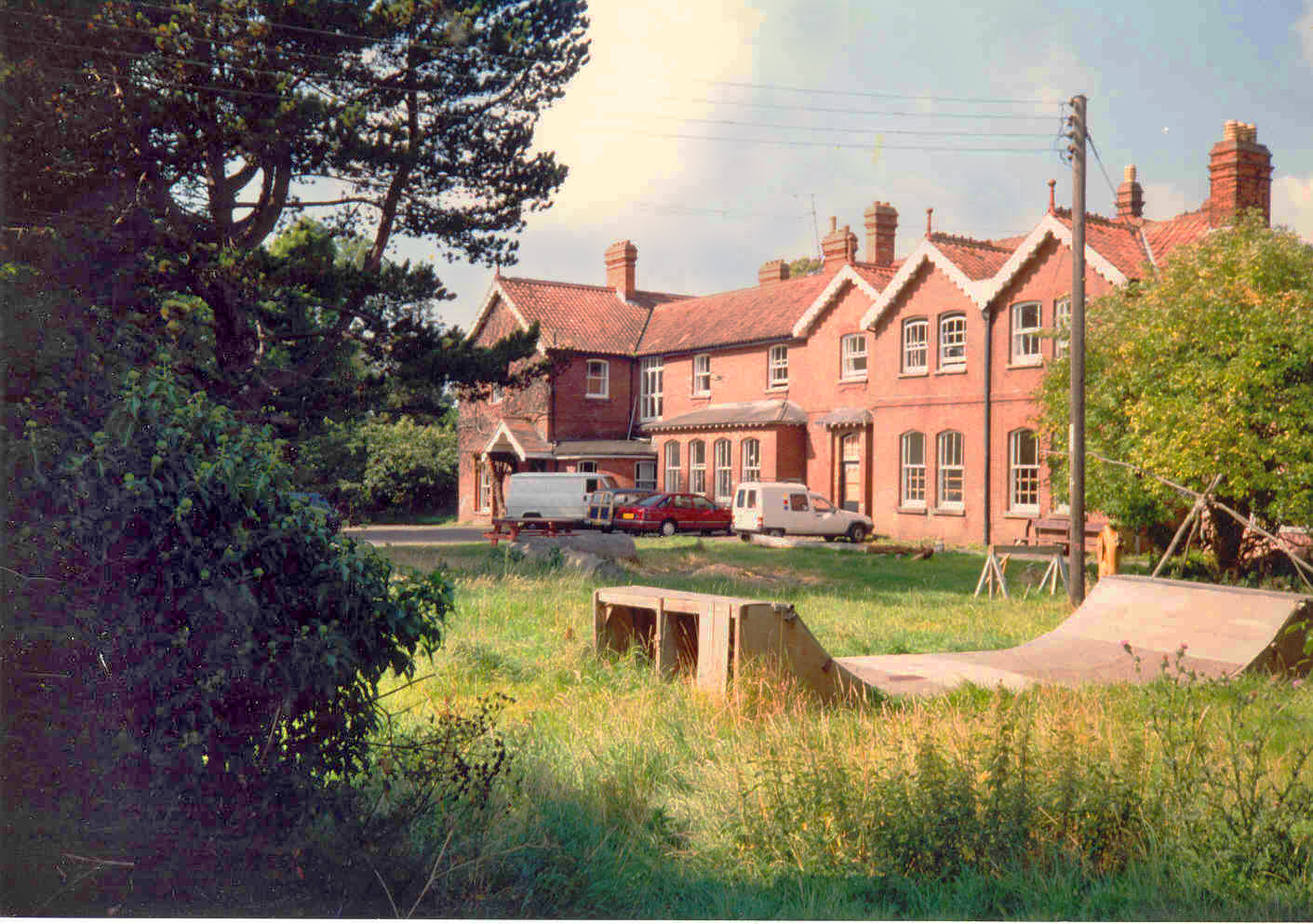
Summerhill School – älteste und bekannteste Demokratische Schule in Suffolk, England

Demokratische Schule bezeichnet eine Alternativschule, die folgende Kriterien erfüllt:
- Unterricht ist freiwillig. Lernen findet selbstbestimmt und ohne Lehrplan statt.
- Möglichst viele Belange des schulischen Zusammenlebens werden basisdemokratisch geregelt, wobei Schüler und Lehrer je eine Stimme haben.
- Jeder Schüler kann sich frei in der Schule bewegen, solange er nicht gegen die von der Gemeinschaft beschlossenen Regeln verstößt.

Demokratische Schulen ermöglichen ihren Schülern somit ein selbstbestimmtes Lernen. Der Begriff wurde erstmals 1987 von der Democratic School of Hadera verwendet.

## Definition
Es existiert keine allgemein anerkannte Definition Demokratischer Schulen. Einig sind sich Demokratische Schulen in dem Anspruch, keinerlei verpflichtende oder wertende Vorgaben an den Lernprozess ihrer Schüler zu stellen, also selbstbestimmtes Lernen zu ermöglichen und die Schule basisdemokratisch zu organisieren. In der Regel geschieht dies durch eine Schulversammlung.
Der europäische Dachverband EUDEC nennt drei Kernmerkmale, die eine Demokratische Schule ausmachen:
1. Ein gefestigter und allgemein anerkannter Umgang der Gleichwertigkeit und geteilten Verantwortung.
2. Entscheidungen werden kollektiv von allen Mitgliedern der Gemeinschaft unabhängig von Alter oder Status getroffen. Jeder Schüler und jeder Lehrer hat ein gleiches Mitspracherecht bei wichtigen Entscheidungen, wie zum Beispiel Schulregeln, Lerninhalte, Projekte, Anstellung des Schulpersonals und Finanzen.
3. Selbstbestimmtes Lernen: Lernende wählen, was sie lernen möchten, wann, wie und mit wem sie lernen. Lernen kann innerhalb oder außerhalb des Klassenzimmers geschehen, durch Spiel ebenso wie durch klassisches Studieren und Forschen. Lernen muss der intrinsischen Motivation der Schüler folgen und auf ihre Interessen abzielen.

## Typische Merkmale Demokratischer Schulen
- keine Noten und keinerlei fremdbestimmte Beurteilung
- Altersmischung über das ganze Spektrum der Schülerschaft
- kein allgemeiner oder verpflichtender Lehrplan
- Unterricht ist freiwillig
- Selbstregulierung durch demokratische Institutionen wie Schulversammlung und Konfliktlösungskomitee; dadurch Sicherung von Menschenrechten, insbesondere Gleichwertigkeit zwischen Lehrer und Schüler
- regelmäßig tagende Schulversammlung als oberste Autorität der Schule
- Bewegungsfreiheit auf dem kompletten Schulgelände
- Schülerzahlen von in der Regel 15 bis 150 Schülern, in Ausnahmefällen auch mehr
- Spielen wird in allen Altersstufen positiv angesehen[4]

## Konzepte Demokratischer Schulen
Alle Demokratischen Schulen gehen von einem grundlegenden Respekt gegenüber Kindern aus. In der konkreten Ausgestaltung der Lernfreiheit und der demokratischen Entscheidungsstrukturen sowie des Schulalltags gibt es allerdings deutliche Unterschiede zwischen verschiedenen Schulen.
Die genaue Zahl Demokratischer Schulen ist nicht bekannt. Je nach Definition existieren weltweit Hunderte bis Tausende Schulen, hauptsächlich in demokratischen Staaten. Besonders verbreitet sind sie in Israel, den USA, Frankreich, Japan und den Niederlanden. In Deutschland gibt es 23 Demokratische Schulen (Stand 2019).

### Summerhill
Summerhill ist der berühmteste, erste und älteste Vertreter (Gründung 1921) Demokratischer Schulen. 1921 in Dresden als Internationale Schule Hellerau von A. S. Neill gegründet, zog die Internatsschule mehrmals um und befindet sich heute in Leiston (Suffolk, England). Die große Berühmtheit Summerhills beeinflusste die Alternativschulbewegung und die meisten Demokratischen Schulen maßgeblich in ihrer Konzeption. Der hohe internationale Bekanntheitsgrad nahm jahrzehntelang keinen Abriss. So kamen 1970 an einem einzigen Tag 300 unangemeldete Gäste, was den Schulalltag so erschwerte, dass die Schulversammlung 1971 ein Besuchsverbot erließ und Neill sich vornahm, die Schülerzahl auf 60 zu begrenzen. Summerhill ist als demokratische Internatsschule eine Kinderrepublik. Fast alle Regeln werden von Lehrern, Betreuern und Schülern gemeinsam gemacht, Unterricht ist optional und den Schülern wird ein großes Maß an Selbstbestimmtheit zugestanden.
Der Schulleiter und -gründer A. S. Neill war von Anfang an ein Vorkämpfer freier Sexualität. In ihrer Unterdrückung sah er viele Probleme der Kinder und der Gesellschaft bedingt. Auch Koedukation war seit Beginn der Schule Normalität. Fluchende und nackt badende Kinder auf dem Schulgelände waren zu Neills Zeiten daher keine Besonderheit. Die Thematisierung von Sexualität (ungewöhnlich für das 20. Jahrhundert) gehörte neben der Anwendung paradoxer Sanktionen, also der Belohnung von schweren Vergehen, zu den Besonderheiten in Summerhill. Zoë Readhead, die gegenwärtige Schulleiterin und Tochter von Neill, merkte 2014 an: „Heute haben viele Kinder zu viel Macht“, und spielt darauf an, dass Summerhills Herausforderungen sich gewandelt haben. Früher sei es oft darum gegangen, verängstigten Kindern Vertrauen beizubringen, heute gehe es mehr darum, Kinder dazu zu bringen, sich an die Regeln der Gemeinschaft zu halten.

### Sudbury Valley School
Die 1968 gegründete Sudbury Valley School in Framingham (Massachusetts, USA) ist von Summerhill beeinflusst, hat aber einen noch radikaleren Begriff von Lernfreiheit. Kurse und andere Formen formalen Unterrichts werden nur angeboten, wenn Schüler explizit darum bitten. Lehrer nehmen an Sudbury-Schulen daher eine passivere Rolle ein als an anderen Demokratischen Schulen. Mittlerweile gibt es mehr als 40 Sudbury-Schulen, von denen sich die meisten in den USA befinden.

### Soziokratische Schulen
Soziokratische Schulen sind vor allem in den Niederlanden vertreten und beziehen sich auf die Soziokratische Methode von Gerard Endenburg. Endenburg entwickelte seine Methode auch über die Erfahrungen, die er an der konsensorientierten Quäkerschule Werkplaats Kindergemeenschap gemacht hatte. Entscheidungen fallen in der Soziokratie im Konsent, einer schwachen Form des Konsens, bei dem niemand einen begründeten „schwerwiegenden Einwand“ haben darf. Kleine Schulen haben nur einen Entscheidungskreis, größere Schulen organisieren sich in Lerngemeinschaften (ähnlich einer Schulklasse). Die einzelnen Lerngemeinschaften sind in Kreisen organisiert und sind an den Schülerkreis angebunden, d. h. ein oder zwei Schüler/Lehrer sitzen in beiden Kreisen und übermitteln Informationen und Entscheidungen. Dieser wiederum ist an den Schulkreis (oberstes Gremium) angebunden, ebenso wie der Lehrer-, der Eltern und der Unterstützerkreis, der wiederum der übergeordnete Kreis einiger Arbeitskreise ist. Alle Delegierten sind dabei an die Entscheidungen ihres jeweiligen Kreises gebunden.
Lernen ist grundsätzlich frei. Formellem Lernen wird jedoch mehr Bedeutung beigemessen als an Sudbury-Schulen.
Die Frisch-Schule in Erbach in Hessen bezeichnet sich selbst als erste Soziokratische Schule Deutschlands (Gründung 2014).
Schulen, die sich selbst soziokratisch organisiert nennen, verstehen sich oft nicht als Demokratische Schule, sondern haben eine soziokratische Organisation des Lehrerkollegiums und eventuell der Elternschaft oder des Trägervereins, aber ohne (relevante) Schülerbeteiligung.
Voll implementiert auch bei den Kindern ist die Soziokratie als Organisationsform in Österreich in der KreaMont-Schule in St. Andrä-Wördern, einer Montessori-Schule für das 1.–8. Lernjahr (Gründung 1994). Zunächst wurden ab 2015 die Elternmitarbeit und die Arbeit der Pädagogen soziokratisch organisiert. Seit 2021 entscheiden auch die Schülerinnen und Schüler in soziokratischen Kreisen mit. Sie lernen schon im Schulalltag, ihre Anliegen zu formulieren, gemeinsam eine Meinung zu bilden und im Konsent Entscheidungen zu treffen, die den gemeinsamen Zielen am besten dienen.

### Weitere Schulen
Zudem gibt es noch weitere Konzepte, die die Kriterien Demokratischer Schulen erfüllen, sich aber nicht als solche bezeichnen. Dazu zählen Agile Learning Centers, die staatlichen Schulen Lycée Experimental de Saint-Nazaire und Lycée autogéré de Paris in Frankreich, die Schule für Erwachsenenbildung in Berlin, der Methodos e. V. in Freiburg sowie einige anarchistische Schulen und von Schülern besetzte Schulen. Historisch zählen das Waisenhaus Dom Sierot und sein Ableger Nasz Dom von Janusz Korczak sowie Kees Boeckes Werkplaats Kindergemeenschap (in den Anfangsjahren) ebenso als Demokratische Schule.

## Geschichte
Seit dem Entstehen demokratischer Staatssysteme gab es Schulen und Kinderrepubliken, die mit Schülerdemokratie experimentieren. Zu den bekannteren Fällen zählen Léonard Bourdons Kriegswaisen-Internat Société des jeunes Français (1791–1795), Heinrich Stephanis Schülergerichtsbarkeit in Gunzenhausen (1826–1834), Leo Tolstojs Bauernkinderschule in Jasnaja Poljana (1859–1862) südlich von Moskau und die George Junior Republic (1895–?) im Bundesstaat New York.
Als älteste Schule, die eine sehr weitreichende Schülerdemokratie institutionell festgeschrieben hat, gilt das Internat Summerhill in Leiston (Suffolk, England), das 1921 von dem schottischen Pädagogen A. S. Neill gegründet wurde und noch heute existiert. Summerhill beeinflusste die Sudbury Valley School (seit 1968), zahlreiche Alternativschulen weltweit und die Democratic School of Hadera (seit 1987) sehr stark, weswegen heute die große Mehrheit der Demokratischen Schulen weltweit direkt oder indirekt auf Summerhill zurückzuführen sind.
Unabhängig von Summerhill entwickelte Kees Boecke 1929 seine konsensdemokratische Schule Werkplaats Kindergemeenschap im niederländischen Bilthoven, aus dem später die Soziokratie und damit die Soziokratischen Schulen entstanden, und Janusz Korczak eröffnete das basisdemokratische Warschauer Waisenhaus Dom Sierot (1911–1942), in dem auch Unterricht angeboten wurde.
Die Sudbury Valley School wurde 1968 unter anderem von Daniel und Hanna Greenberg gegründet. Unterstützt durch die zahlreichen und relativ auflagenstarken Publikationen der Greenbergs über ihre Schule gründeten sich mindestens 40 Sudbury Valley Schools, von denen sich die meisten in den USA befinden. Dadurch sind die Sudbury Valley Schools die größte namentlich gesondert auftretende Schulart unter den Demokratischen Schulen.
2003 gab es in den Niederlanden etwa 23 Iederwijs-Schulen, die sich sowohl auf Sudbury als auch auf Kees Boeke und seinen Werkplaats Kindergemeenschap bezogen. Sie sind die Vorläufer der Soziokratischen Schulen.
Die 68er-Generation gründete in der westlichen Welt zahlreiche Alternativschulen mit basisdemokratischen Elementen. In den USA, wo die Gründung freier Schulen rechtlich leichter möglich ist, werden hunderte Schulgründungen während der 70er und 80er Jahre vermutet. Zeitgleich diskutierte die Antiautoritäre Bewegung in Deutschland und die Éducation Nouvelle in Frankreich die Ideen Neills und gründete alternativpädagogische Kindergärten. Die erste deutsche Alternativschule, welche die Schulpflicht erfüllt, war die Demokratische Freie Schule Frankfurt. Sie entstand 1975, existierte bis 1986 illegal und wurde anschließend von der neuen rot-grünen Regierung Hessens legalisiert. Die erste Alternativschule der DDR war die 1990 gegründete Freie Schule Leipzig, die 2008 eine Demokratische Schule wurde.
Bereits 1972 besetzten Schüler einer Berliner Schule für den zweiten Bildungsweg ihre Schule als Protest gegen schlechte Raum- und Lernbedingungen. Nach zwei gewalttätigen Räumungen durch die Polizei und der Streik-Solidarisierung einiger Lehrer wurden die meisten Schüler und ein Viertel der Lehrer gekündigt. Einige der gekündigten Lehrer und Schüler gründeten daraufhin die Schule für Erwachsenenbildung. Am Anfang organisierte sich die Schule mit einem paritätischen Delegiertensystem der beiden Statusgruppen Schüler und Lehrer. Danach wurde eine Schulversammlung zum Leitungsgremium berufen, in der jeder Schüler und jeder Lehrer eine Stimme hat, was bis heute Bestand hat. Seit Gründung existiert keine Anwesenheitspflicht.
1987 gründete Yaacov Hecht die Democratic School of Hadera. Sie ist die erste Demokratische Schule, die den Terminus Demokratische Schule benutzt. 1993 fand hier die erste International Democratic Education Conference (IDEC) statt. Die IDEC findet seitdem jährlich an unterschiedlichen Demokratischen Schulen statt und trug maßgeblich zur Demokratisierung alternativpädagogischer Schulen wie der Kapriole Freiburg oder der Freien Schule Leipzig und der Neugründung Demokratischer Schulen bei.
Weltweit gibt es mindestens 200 Demokratische Schulen. Die größte Zahl gibt es in den USA, Japan, Frankreich und Israel. Relativ zur Bevölkerungsgröße sind auch die Niederlande mit 19 Schulen (Stand 2019) bedeutend. Weitere befinden sich in Australien, Belgien, Brasilien, Bulgarien, Costa Rica (Summerhill Latinoamericano), Dänemark, Deutschland, Estland, Finnland, Großbritannien, Irland, Indien, Japan, Kanada, Neuseeland, Peru, Polen, Puerto Rico, Rumänien, Schweiz, Tschechien, Slowakei, Südafrika, Südkorea, Taiwan, Thailand und Ukraine.
Als weltweit größte dürfte die Schule für Erwachsenenbildung mit ca. 800 Schülern im Jahr 1981 gelten. Heute ist die Schule auf ca. 300 Schüler geschrumpft (Stand 2019). In jüngster Vergangenheit dürften die Moskauer Schule Nr. 734 „Schule der Selbstbestimmung“ mit 600 Schülern und die Democratic School of Hadera in Israel, die im April 2017 563 Schüler hatte, sowie die Demokratische Schule in Kfar Saba (Israel) mit mehr als 400 Schülern zu den weltweit größten Demokratischen Schulen zählen. Die meisten Demokratischen Schulen haben deutlich weniger Schüler.
In Deutschland gibt es 23 Demokratische Schulen; zu den bedeutenderen zählen die Freie Schule Frankfurt, die Freie Schule Leipzig, die Kapriole in Freiburg, die Neue Schule Hamburg, die Schule für Erwachsenenbildung in Berlin, die Demokratische Schule X in Berlin, die Freie Schule Heckenbeck und die Demokratische Schule Infinita in Steinhorst.
Seit 1993 findet jährlich die International Democratic Education Conference (IDEC) statt. Seit 2008 gibt es die European Democratic Education Community (EUDEC). Auf ihrer Website findet man weitere Demokratische Schulen aus dem deutschsprachigen Raum.
In Israel gibt es ein Institute for Democratic Education (Institut für Demokratische Bildung) und die Firma Education Cities, die beide aus dem Umfeld der Democratic School of Hadera entstanden sind und sich für die Demokratisierung und Innovierung von Bildung, Bildungsprozessen und Schulen einsetzen.
Die ersten staatlichen Demokratischen Schulen waren vermutlich das Lycée experimental de Saint-Nazaire und das Lycée autogéré de Paris (1982-heute). In den 1990er entstanden auch in Israel staatliche Demokratische Schulen.

## Schulversammlung
An den meisten Demokratischen Schulen gibt es wöchentliche Treffen, die allen Kindern und Erwachsenen offenstehen, in einigen tritt die Schulversammlung jedoch ohne festen Rhythmus zusammen, sobald Bedarf danach besteht. Hier wird über alle Angelegenheiten der Schule von der Einstellung neuer Mitarbeiter über die Einführung oder Abschaffung von Regeln oder den Finanzhaushalt bis hin zum Ablauf eines Schultages entschieden. Alle, unabhängig vom Alter, haben gleiches Stimmrecht. Die Versammlung wird meistens von einem Schüler geleitet. Die Anwesenheit ist in der Regel freiwillig.
Die Schulversammlung ist das im Schulalltag höchste beschlussfassende Organ der Schule. Manche Demokratische Schulen haben Gründer oder Schulleiter, die sich in Einzelfällen über die Schulversammlung stellen. Auch darf nicht jede Schulversammlung über Finanzfragen oder Sicherheitsregeln entscheiden.
In der Schulversammlung hat jeder Schüler und jeder Lehrer genau eine Stimme und jeder hat ein Antragsrecht. Die meisten Demokratischen Schulen entscheiden per Mehrheitsbeschluss. Soziokratische Schulen und Agile Learning Centers entscheiden im Konsent, einer schwachen Form des Konsens.
In einigen Schulen sind die Versammlungen eher formlos, ungezwungen und spontan, in anderen gibt es eine Geschäftsordnung mit formalisierten Verfahren, diese sollen eine effiziente Bearbeitung der Tagesordnung bewirken und verhindern, dass Leute überrollt werden.
Grundsätzlich wird versucht nach dem Grundsatz „Entscheiden tun die, die von der Entscheidung betroffen sind“ zu agieren; dies hat zur Folge, dass Eltern (nicht nur) an der Sudbury Valley School über das Schulgeld mit entscheiden können. Über die Pädagogik entscheiden jedoch nur Schüler und Lehrer, denn die Eltern sind davon nicht unmittelbar betroffen.
In Summerhill heißt die Schulversammlung General Meeting, an der Freien Schule Frankfurt heißt sie Hausversammlung und an der Democratic School of Hadera heißt sie Parlament.
Größere Schulen delegieren die Kompetenzen der Schulversammlung oft an Komitees, also von der Schulversammlung eingesetzte Arbeits-/Entscheidungskreise.

## Regelübertretungen
In einigen Schulen, z. B. Summerhill, haben Schüler und Mitarbeiter eine enorme Zahl sehr detaillierter Regeln ausgearbeitet und haben für den Umgang mit Regelverletzungen eine gesonderte Schulversammlung oder ein Justizkomitee, das nach einem festgelegten Verfahren Sanktionen verhängen kann. So werden Konflikte und Regelübertretungen in Summerhill vom Tribunal geklärt, an dem jeder Teil nehmen kann. An Sudbury-Schulen kümmern sich gewählte Vertreter des Lösungskomitees um solche Angelegenheiten. Andere insb. kleine Schulen haben relativ wenige Regeln und bevorzugen ausschließlich Mediationsverfahren anstelle eines Justizsystems. Wieder andere Schulen verwenden sowohl Mediationsverfahren als auch formalisierte Justizverfahren.

## Elternarbeit
Demokratische Schulen unterscheiden sich auch darin, inwieweit sie die Eltern der Schüler einbeziehen. In einigen Schulen dürfen Eltern beispielsweise über Finanzen mitabstimmen, in einigen haben sie ein Stimmrecht auch im alltäglichen Schulleben, in anderen überhaupt keines. In manchen Schulen wird die Anwesenheit von Eltern als störend empfunden, in anderen sind sie willkommen, in noch anderen wird die Mitarbeit der Eltern erwartet. Einige Schulen sind als Community Schools organisiert, in denen der Übergang von Schulleben und Familienleben fließend und die Schule eher Teil einer größeren Gemeinschaft ist, die zusammenlebt und teilweise auch ihre Erwerbsarbeit gemeinsam organisiert.
Die SchülerInnenschule in Wien bezieht auch die Eltern mit ein. Die Democratic School of Hadera in Israel scheint die einzige Demokratische Schule zu sein, an der auch ehemalige Schüler in der Schulversammlung ein Stimmrecht haben.

## Unterricht
Die meisten Demokratischen Schulen bieten freiwillige Kurse an, und viele, wie etwa Summerhill und die Kapriole in Freiburg, helfen ihren Schülern, sich auf landesweit anerkannte Abschlüsse vorzubereiten, sodass ihnen der Weg zu Lehre oder Studium offensteht.
Sudbury-Schulen haben überhaupt keinen Lehrplan. Ein zeitlich festgelegter Lehrplan würde einem Grundprinzip demokratischer Bildung, dem selbstbestimmten Lernen, widersprechen. Befürworter des Modells argumentieren, dass der Zwang, bestimmte Dinge lernen zu müssen, die natürliche Neugier der Kinder, die Begeisterung, Neues zu lernen, zerstört. Deswegen spielen Unterrichtskurse dort keine große Rolle und werden nur auf Initiative von Schülern eingerichtet. In anderen Schulen ist das Lernen größtenteils nicht durch die Schüler selbst initiiert, das heißt die Schule bietet diverse Kurse gemäß den traditionellen Schulfächern an, an denen die Schüler teilnehmen können, aber nicht müssen. In der Regel können die Lehrer in solchen Schulen (und meist auch die Schüler) weitere Kurse oder Projekte zu Themen anbieten, die sie interessieren. In einigen Schulen bieten die Mitarbeiter zwar keine Kurse an, aber präparieren die Lernumgebung immer wieder neu, sodass die Schüler dort jene Dinge entdecken, die die Erwachsenen für wichtig halten (vorbereitete Umgebung). In allen Schulen spielt das informelle Lernen eine wichtige Rolle.
In der konkreten Ausgestaltung der Lernfreiheit sowie des Schulalltags gibt es allerdings deutliche Unterschiede zwischen verschiedenen Schulen.

## Demokratische Schulen in Deutschland
In Deutschland existieren 23 Demokratische Schulen sowie mindestens 51 Gründungsinitiativen (Stand 2019).
Die erste Demokratische Schule war die 1921 gegründete Schule Summerhill, damals Internationale Schule Hellerau. Sie zog jedoch nach zwei Jahren aufgrund bürgerkriegsähnlicher Zustände in Sachsen über Österreich nach England um. Mit der Jungenstadt Buchhof gab es in der Nachkriegszeit durch amerikanischen Einfluss für kurze Zeit eine demokratische Kinderrepublik in der BRD.
Das pädagogische Spektrum Demokratischer Schulen in Deutschland reicht von nicht an einer Modellschule orientierten Demokratischen Schulen (z. B. Kapriole) über Soziokratische Schulen (z. B. Frisch-Schule) und Sudbury-Schulen (z. B. Ting-Schule) bis zu schulähnlichen Freilerner-Orten (z. B. Methodos e. V.) und libertärer Erwachsenenpädagogik (Schule für Erwachsenenbildung in Berlin). Weitere Schulen sind die trilinguale Soziokratische Apego-Schule in Berlin, die Neue Schule Hamburg, die unter anderem von der Sängerin Nena gegründet wurde, die Freie Schule Frankfurt, die Freie Schule Heckenbeck, die Netzwerkschule Berlin, die Freie Schule Leipzig, die PIEKS Stuttgart und die Demokratische Schule Infinita bei Hamburg.

## Demokratische Schulen in Österreich
Die älteste soziokratische Schule Österreichs ist die KreaMont-Schule, wo die Soziokratie seit 2015 implementiert ist.

## Absolventen Demokratischer Schulen

### Forschungsergebnisse
Studien über Absolventen von Summerhill, Sudbury Valley School und The Circle School kommen zu dem Ergebnis, dass ein Schüler einer Demokratischen Schule tendenziell aus einem mittelständischen, akademischen Familienumfeld kommt. Seine Eltern schickten ihn entweder am Anfang seiner Schullaufbahn zur Demokratischen Schule und sind sehr wahrscheinlich vom Schulkonzept überzeugt oder sie sehen die Demokratische Schule als einen (manchmal den letzten) Ort, um mit den (Schul)problemen der vorherigen Schule(n) fertigzuwerden.
Drei Untersuchungen an der Sudbury Valley School und eine in Summerhill ergaben, dass ehemalige Schüler einen positiven Zusammenhang zwischen der Demokratischen Schule und der Entwicklung eines hohen Selbstbewusstsein, der Fähigkeit, Probleme zu überwinden, und der Entwicklung eines positiven Verhältnisses zum Lernen sehen. In den Studien über Sudbury-Absolventen war dieser Zusammenhang mindestens signifikant.
Gray und Chanoff kommen in ihrer Untersuchung zu Sudbury-Absolventen ebenso wie Bernstein bei der Befragung von Summerhill-Absolventen zu dem Ergebnis, dass die Absolventen bei sich selbst kein Problem im Umgang mit Autoritäten sehen und sich diesbezüglich besser als ihr Umfeld einschätzen.
Rückblickend betrachtet sind die Sudbury-Alumni nach einer Befragung von 1985 (85 % aller Alumni wurden befragt) sehr froh (81 %) oder froh (16 %), nach Sudbury Valley gegangen zu sein. Kein befragter Absolvent war unzufrieden.
Die Absolventen von Emmanuel Bernsteins Summerhill-Studie aus dem Jahr 1968 waren im Allgemeinen sehr positiv gegenüber Summerhill eingestellt. Die beiden häufigsten Kritikpunkte bei Bernstein waren die schwache akademische Förderung und die ungenügend(en) (begeisterten) Lehrer. Margit Zellinger (1996) bestätigt das auch für ihre Untersuchung von Summerhill-Absolventen. Beide Kritikpunkte wurden vermutlich auch aufgrund von Bernsteins Studie von 1968 in Summerhill und dem Inspektorenbericht von 1999 aufgegriffen, und zumindest die schwache akademische Förderung gehört laut Inspektorenbericht mittlerweile der Vergangenheit an.
Bei den positiven Aspekten Summerhills nach Ansicht der Alumni wurde in einer Studie 1968 (nach Häufigkeit von häufig nach weniger häufig sortiert) genannt:
- Förderung einer gesunden Beziehung zu Geschlechtsverkehr und dem anderen Geschlecht
- die Möglichkeit, ein gesundes Selbstvertrauen und einen normalen Umgang mit Autoritäten zu entwickeln
- ein Raum, in dem Kinder sich auf natürliche Weise entwickeln und sich mit ihren Interessen und Fähigkeiten auseinandersetzen können
- Kinder konnten ihren Spieltrieb ausleben und sich zu der von ihnen als angemessen empfundenen Zeit mit akademischem Lernen beschäftigen, ohne gezwungen zu werden
- Summerhill war eine Hilfe, die eigenen Kinder besser zu verstehen und sie auf eine gesunde Art und Weise zu erziehen

Auf die Frage „Sind Sie zufrieden mit Ihrem Leben?“ antworteten Sudbury-Absolventen in der Studie Pursuit of Happiness zu 15 % mit Nein, wovon die Mehrheit eine Veränderung zum Positiven erwartete, 25 % waren zufrieden und 60 % waren sehr zufrieden.
Auf die offene Frage in Pursuit of Happiness „Was macht Sie in Ihrem Beruf zufrieden?“ gaben 55 % an, anderen helfen zu können, was damit die mit Abstand meistgenannte Antwortkategorie war. 29 % sahen einen spirituellen oder ethischen Sinn in ihrem Beruf. Ebenso viele gaben Aktivismus wie finanzielle Gründe an (jeweils genau 14 %).
Wenngleich auch das Familieneinkommen innerhalb der Gruppe der Demokratischen Circle-School-Absolventen positiv mit der Wahrscheinlichkeit eines Collegeaufenthalts des Absolventen korreliert, so ist die Wahrscheinlichkeit für ein Studium dennoch in jeder Einkommensgruppe für Absolventen der Circle School signifikant höher als im landesweiten Durchschnitt. Dies ergab eine Befragung, die von der Circle School selbst durchgeführt wurde. Der Prozentsatz der Absolventen, die ein College oder eine Universität besuchen oder besucht hatten, variiert von 47 % 1999 in Summerhill über 58 % im Jahr 1985 in Sudbury, bis 84 % für Schüler, die mindestens 4 Jahre an der Circle School verbracht hatten.
Alle Studierenden der Sudbury Valley School, die 1985 befragt wurden, fühlten sich im Hinblick auf ihre Einstellung zum Studium im Vergleich zu ihren Kommilitonen im Vorteil. Von diesen hatte laut Eigenaussage kein Einziger Probleme mit der formalen Struktur. 82 % der Studierenden gaben an, dass ihnen Sudbury Valley in Bezug auf die Hochschule geholfen habe. Die beiden am häufigsten genannter Gründe dafür waren „unkomplizierter Umgang mit Autoritäten“ und die Meinung, dass Sudbury Valley im Hinblick auf selbstorganisiertes Lernen der Universität näher stehe als Regelschulen.

### Berühmte Absolventen
Democratic School of Hadera
- Gal Fridman (* 1975), Olympiasieger im Windsurfen
- Sarit Hadad (* 1978), Eurovision-Songcontest-Sängerin für Israel

Sudbury Valley School
- Laura Poitras (* 1964), Dokumentarfilmerin und Oscar-Preisträgerin

Summerhill
- Rebecca De Mornay (* 1959), Hollywood-Star
- Zoë Readhead (* 1946), Schulleiterin von Summerhill

Schule für Erwachsenenbildung Berlin – SfE
- Alexander Kleider (* 1975), Filmemacher

Werkplaats Kindergemeenschap
- Beatrix von Oranien-Nassau (* 1938), Königin der Niederlande
- Irene von Oranien-Nassau (* 1939), Prinzessin der Niederlande
- Margriet von Oranien-Nassau (* 1943), Prinzessin der Niederlande
- Gerard Endenburg (* 1933), Unternehmer, Gründer der Soziokratie, Professor

## Verbände und Institutionen
Die rasche Verbreitung Demokratischer Schulen seit den 1990er und 2000er Jahren ist maßgeblich durch die International Democratic Education Conference (IDEC) vorangetrieben worden.
Daneben existieren folgende Verbände und Lobbyorganisationen:
- APDEC: IDEC-Ableger der Asien- und Pazifikregion
- AERO: Verband aus den USA
- EUDEC: Europa-Verband der Demokratischen Schulen
- Schools of Trust: Lobbyorganisation für Demokratische Bildung in Deutschland

Das Kibbutzim College of Education in Tel Aviv in Israel und The Necessary Teacher Training College in Dänemark bilden Lehrer in Selbstbestimmtem Lernen und für Demokratische Schulen aus.

## Demokratische Bildung
Demokratische Bildung (englisch: democratic education) ist eine weltweite Bewegung mit dem Ziel, Schülern größere Entscheidungsfreiheit über die Organisation ihrer Schule und selbstbestimmtes Lernen zu ermöglichen. Zurzeit gibt es keine allgemein anerkannte Definition des Begriffes, jedoch haben sich bei der IDEC (International Democratic Education Conference, Internationale Konferenz für Demokratische Bildung) 2005 die Teilnehmer auf folgende Aussage geeinigt:
„Wir sind der Meinung, dass jungen Menschen innerhalb eines jeden Bildungskontextes folgende Rechte zustehen:
- individuelle Entscheidungsfreiheit, wie, wann, was, wo und mit wem sie lernen
- Gleichberechtigung in der Entscheidungsfindung darüber, wie ihre Schulen organisiert sind, und ob und welche Regeln und Sanktionen notwendig sind.“

Das International Democratic Education Network, das Internationale Netzwerk für Demokratische Bildung, steht jeder Schule offen, die folgende Ideale pflegt:
- Respekt und Vertrauen für Kinder
- gleicher Status von Kindern und Erwachsenen
- geteilte Verantwortung
- Freiheit der Schüler bei der Auswahl ihrer Beschäftigung
- gemeinsame demokratische Leitung der Schule von Kindern und Erwachsenen, ohne Berufung auf sogenannte übergeordnete Richtlinien oder Systeme

Die European Democratic Education Community (EUDEC), die Europäische Gemeinschaft für Demokratische Bildung, formuliert eine noch kürzere Beschreibung:
„Es gibt zwei Säulen demokratischer Bildung:
1. selbstbestimmtes Lernen
2. eine Lernumgebung, die auf Gleichberechtigung und gegenseitigem Respekt basiert.“